# 크리스 메이크피스
크리스 메이크피스(Chris Makepeace, 1964년 4월 22일 ~ )는 캐나다의 배우이다.
몬트리올에서 태어났다.

## 출연 작품
- 메모리 런 (1995년)
- 사랑의 약탈자 (1987년)
- 뱀파이어 (1986년)
- 위험한 장난 (1984년)
- 나의 청춘 5천마일 (1983년)
- 미로 (1982년)
- 성숙의 조건 (1980, My Bodyguard)
- 미트볼 (1979년)